# Jean-Pascal Boffo

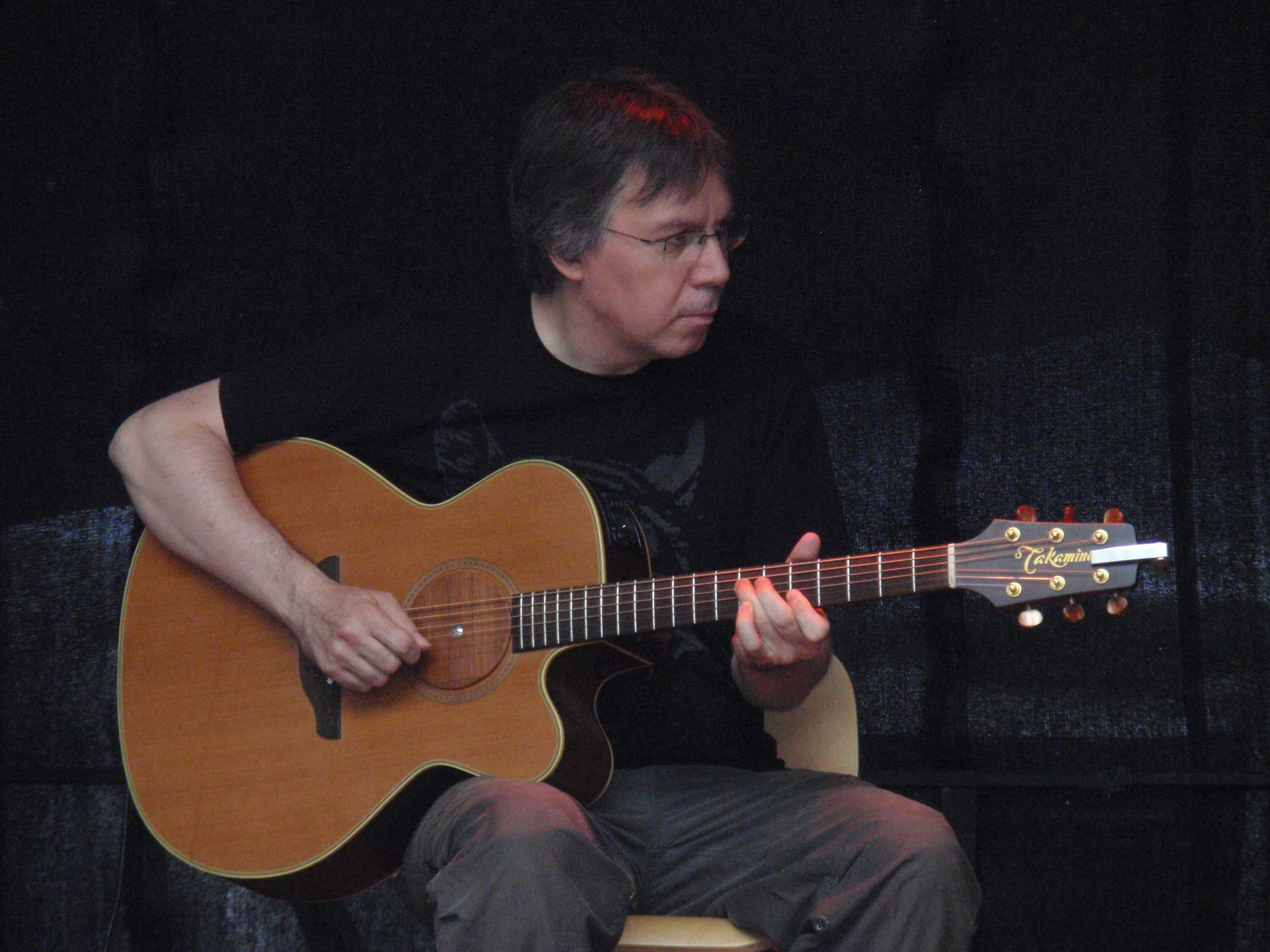
Jean-Pascal Boffo (2010)

Jean-Pascal Boffo is een Frans gitarist. Boffo wordt wel gezien als de aartsvader van de Franse rockgitaristen en kan daarbij vergeleken worden met bijvoorbeeld de Nederlandse Jan Akkerman of de Engelse Gordon Giltrap. Zijn stijl ligt meer bij die laatste en het gitaarspel van Steve Hackett en Anthony Phillips. 
Boffo’s loopbaan begon in 1974 in de band Larsen, vervolgens werd het Mandragore, Geheb-Re en Troll en Magma. Daarna werd het Ourainia. Hij speelde mee op albums van Tiemko, Ange, Christian Décamps, Alifair en KiRoBo, maar is de laatste jaren voornamelijk bezig met het uitbrengen van soloalbums. Zijn oeuvre groeit maar langzaam. Zijn album uit 2007 La boîte à musique is geproduceerd door de leden van Lazuli, ook wel de opvolgers van Ange genoemd, als die band al een opvolger nodig heeft.
Boffo was de eerste artiest, die gecontracteerd werd door Musea Records.

## Discografie
- 1986: Jeux de nains
- 1987: Carillons
- 1988: Rituel
- 1994: Nomades
- 1995: Offrandes
- 1998: Vu du ciel
- 2000: Parfum d'étoiles (met zang van Caroline Crozat van Ange)
- 2004: Infini
- 2007: La boîte à musique
- 2013: Le chant des fleurs